# 서경중학교
서경중학교(西景中學校)는 대한민국 충청북도 청주시 흥덕구 가경동에 있는 공립 중학교이다.

## 학교 연혁
- 2001년 9월 1일 : 36학급 설립인가
- 2003년 3월 1일 : 개교
- 2003년 3월 4일 : 제1회 입학식 350명
- 2018년 9월 1일 : 김수근 교장 취임

## 참고 자료
- 서경중학교 - 한국교육학술정보원 학교알리미